# Drzewiszka powabna
Drzewiszka powabna (Rhipidomys venustus) – gatunek ssaka z podrodziny bawełniaków (Sigmodontinae) w obrębie rodziny chomikowatych (Cricetidae).

## Zasięg występowania
Drzewiszka powabna występuje w zachodniej i północnej Wenezueli (Andy i oddzielone od nich pasma górskie w Falcón i Yaracuy oraz w Kordylierze Nadbrzeżnej).

## Taksonomia
Gatunek po raz pierwszy zgodnie z zasadami nazewnictwa binominalnego opisał w 1900 roku brytyjski zoolog Oldfield Thomas nadając mu nazwę Rhipidomys venustus. Holotyp pochodził z Las Vegas del Chama, na wysokości 1400 m n.p.m., w stanie Mérida, w Wenezueli. 
Autorzy Illustrated Checklist of the Mammals of the World uznają ten takson za gatunek monotypowy.

### Etymologia
- Rhipidomys: gr. ῥιπις rhipis, ῥιπιδος rhipidos wachlarz; μυς mus, μυος muos „mysz”[7].
- venustus: łac. venustus „piękny, śliczny”, od venus „piękno”[8].

## Morfologia
Długość ciała (bez ogona) 121–150 mm, długość ogona 123–165 mm, długość ucha 18–20 mm, długość tylnej stopy 26–30 mm; masa ciała 41–75 g. 

## Ekologia
Jest nocnym ssakiem, żyjącym w lasach na wysokościach od 1200 do 2280 m n.p.m..